# Pressão venosa central
Pressão venosa central (PVC) é a medida da pressão existente nas grandes veias de retorno ao átrio direito do coração (veia cava superior)e representa a medida de capacidade relativa que o coração tem em bombear o sangue venoso.
A PVC fornece informações referentes ao volume sangüíneo que chega ao coração, ao tônus vascular e as condições do coração (capacidade de bombear o sangue).
A PVC mede-se através da introdução de um cateter no sistema venoso central: Veia cava superior, flebotomia, punção de jugular interna ou externa, subclávia, basílica, braquial, cefálica (dissecação).